# Ostrand des Donau- und Schwarzachtales zwischen Marbach und Riedlingen
Die Gebiete Ostrand des Donau- und Schwarzachtales zwischen Marbach und Riedlingen sind zwei mit Verordnung vom 10. Juni 1992 ausgewiesene Landschaftsschutzgebiete im Gebiet der baden-württembergischen Landkreise Biberach (LSG-Nummer 4.26.030) und Sigmaringen (LSG-Nummer 4.37.024) in Deutschland.

## Lage
Die fünf, insgesamt rund 465 Hektar (ha) großen Teilgebiete des Schutzgebiets „Ostrand des Donau- und Schwarzachtales zwischen Marbach und Riedlingen“ liegen östlich der Bundesstraße 311, zwischen Marbach im Süden und Riedlingen im Norden. Sie verteilen sich auf die drei Ortschaften Ertingen (262,8 ha) und Riedlingen (116,5 ha) im Landkreis Biberach sowie Herbertingen (86 ha) im Landkreis Sigmaringen.

## Schutzzweck
Wesentlicher Schutzzweck ist die Erhaltung eines alten Prallhangs der Donau und eines Hangs des Schwarzachtals mit markanter Geländestufe und zahlreichen, landschaftsprägenden Hecken.

## Zusammenhängende Schutzgebiete
Mit dem Landschaftsschutzgebiet „Ostrand des Donau- und Schwarzachtales zwischen Marbach und Riedlingen“ sind der „Naturpark Obere Donau“ sowie die zwei Naturdenkmale „Baumgruppe im Schlosspark“ (84260970018) und „1 Linde bei 'Nähmüllers Kreuz'“ (84260450001) als zusammenhängende Schutzgebiete bzw. -objekte ausgewiesen.